# Kåre Walberg
Kåre Walberg (ur. 3 lipca 1912 w Hamar, zm. 29 lutego 1988 tamże) – norweski skoczek narciarski, brązowy medalista olimpijski.

## Kariera
Uczestniczył w zawodach w latach 30. i 40. XX wieku reprezentując klub Hamar Skiklubb. W 1931 został mistrzem Norwegii w kategorii juniorów w skokach narciarskich. Dzięki temu zakwalifikował się do reprezentacji Norwegii na mistrzostwa świata w Oberhofie odbywające się w tym samym roku. Zajął tam czwarte miejsce ex aequo ze swoim rodakiem Reidarem Andersenem, a pokonał między innymi Sigmunda Ruuda.
W 1932 wziął udział w igrzyskach olimpijskich w Lake Placid. Po pierwszej kolejce na trzecim miejscu znajdował się Sven Eriksson, jednakże w drugiej serii Walberg wyprzedził go o zaledwie 0,6 punktu zdobywając brązowy medal. Pozostałe miejsca na podium zajęli jego rodacy, zwyciężył Birger Ruud, a drugie miejsce zajął Hans Beck. Cztery lata później, podczas igrzysk olimpijskich w Garmisch-Partenkirchen zajął czwarte miejsce, przegrywając walkę o brązowy medal z Reidarem Andersenem o 1,8 punktu.
Ponadto w 1932 wygrał konkurs skoków na Holmenkollen ski festival w kategorii juniorów, a rok później wywalczył brązowy medal mistrzostw kraju.

## Igrzyska olimpijskie
| Miejsce | Dzień     | Rok  | Miejscowość            | Konkurs                         | Wynik     | Strata  | Zwycięzca   |
| ------- | --------- | ---- | ---------------------- | ------------------------------- | --------- | ------- | ----------- |
| 3.      | 12 lutego | 1932 | Lake Placid            | Skocznia normalna indywidualnie | 219,5 pkt | 9,2 pkt | Birger Ruud |
| 4.      | 16 lutego | 1936 | Garmisch-Partenkirchen | Skocznia normalna indywidualnie | 227,0 pkt | 5,0 pkt | Birger Ruud |

## Mistrzostwa świata
| Miejsce | Dzień     | Rok  | Miejscowość | Konkurs                         | Wynik     | Strata   | Zwycięzca   |
| ------- | --------- | ---- | ----------- | ------------------------------- | --------- | -------- | ----------- |
| 4.      | 13 lutego | 1931 | Oberhof     | Skocznia normalna indywidualnie | 225,0 pkt | 11,0 pkt | Birger Ruud |